# Brücke (konstnärsgrupp)
För andra betydelser av Brücke, se Brücke (olika betydelser).

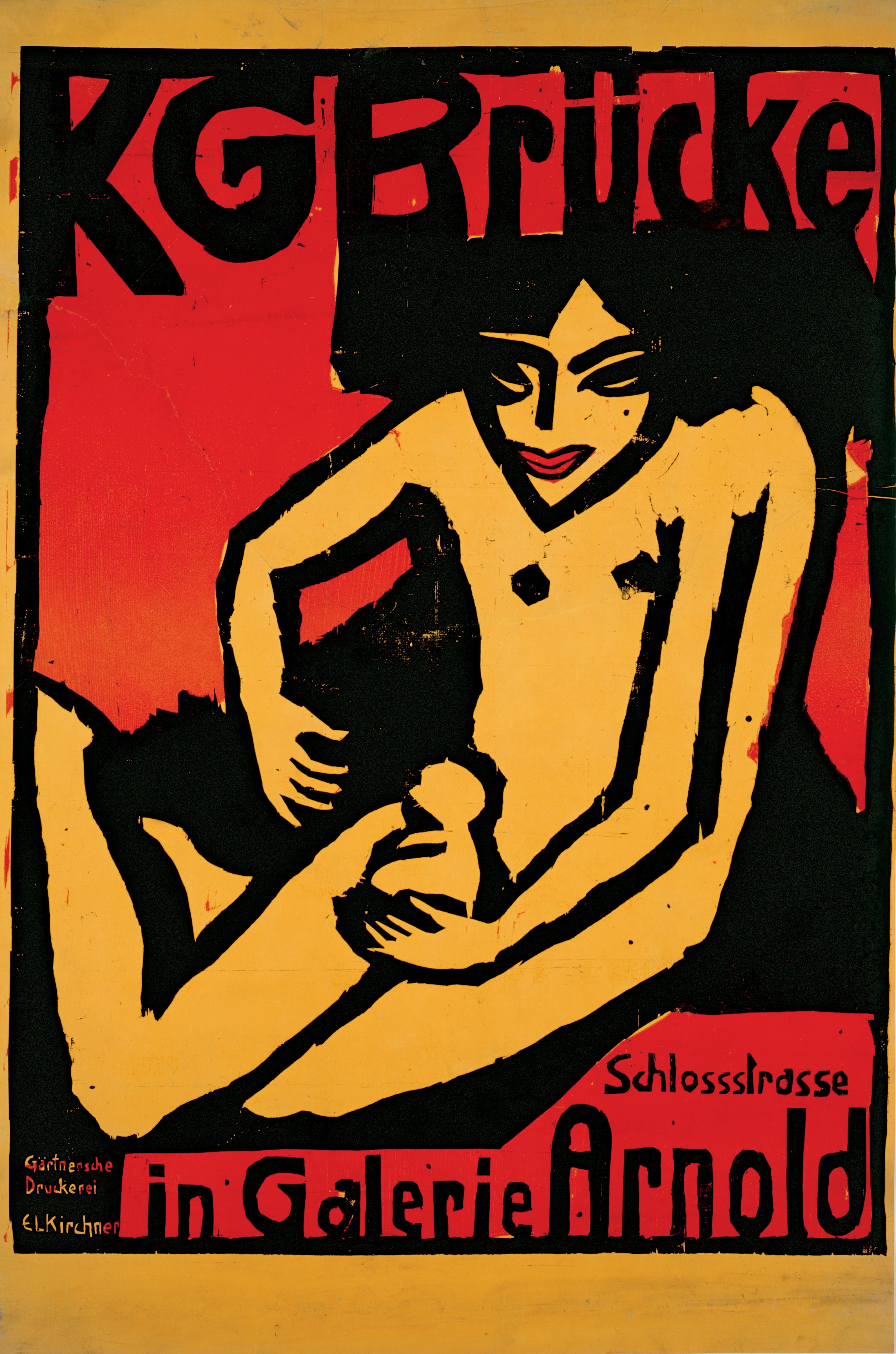
Ernst Ludwig Kirchner. Affisch inför utställning på Galerie Arnold i Dresden, 1910

Brücke (bro), eller die Brücke (bron), var den första gruppen av tyska expressionister. Den bildades 1905 i den tyska staden Dresden, och flyttade till Berlin hösten 1911. Gruppen upplöstes 1913.

## Historia
Gruppen bildades av fyra arkitekturstuderande: Ernst Ludwig Kirchner, Fritz Bleyl, Erich Heckel och Karl Schmidt-Rottluff. Kirchner blev ledare i gruppen, till vilken också hörde Emil Nolde (mellan 1906 och 1907), Max Pechstein och Otto Mueller. Konstnärerna delade ateljé, odlade det medeltida skråidealet och skaffade sig ”borgerligt” stöd genom att även låta lekmän bli medlemmar. Av de fyra grundarna hade endast Kirchner en mer formell konstnärsutbildning med två terminers konststudier vid Münchenakademin.
Till skillnad från konstnärsgruppen Der Blaue Reiter, som också var expressionister, hade Brücke en mer föreställande expressionistisk stil. Medlemmarna i Brücke inspirerades av Cézanne, Gauguin, van Gogh och Munch samt av konst från Afrika och Stilla havet. Deras verk utmärktes från början av ett platt, linjärt och rytmiskt formspråk och en förenkling av former och färger. Deras omfattande bruk av träsnittet, framför allt till affischer, gjorde detta till en viktig 1900-talsteknik. Fram till och med 1908 utvecklade medlemmarna den typiska ”Brücke”-stilen.
År 1908 flyttade Pechstein till Berlin och 1911 flyttade resten av gruppen dit. I Berlin var Brücke sedan 1910 ansluten till Neue Secession, en expressionistiskt inriktad organisation med gemensamma utställningar. Tidigare hade gruppen varit medlemmar i Berliner Secession, som dock inte kunnat acceptera den nya expressionistiska stilen. Men det kom till splittring även i Neue Secession och hela Brücke-gruppen lämnade organisationen i slutet av 1911.
Med tiden utvecklades Brücke-medlemmarna allt mer åt olika håll, och gruppen upplöstes slutligen 1913.
1967 öppnades Brücke-Museum Berlin, som har den största samlingen verk av konstnärerna i gruppen. Museet ligger i Berlinstadsdelen Dahlem.

## Medlemmar

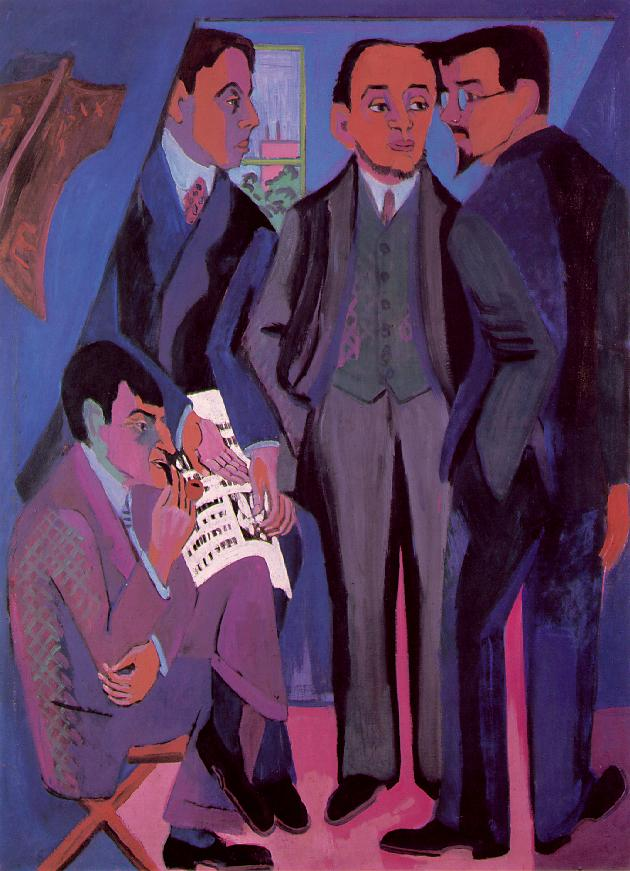
Ernst Ludwig Kirchner: Eine Künstlergruppe (1926-27), olja på duk, 168×126cm. Från vänster: Mueller, Kirchner, Heckel och Schmidt-Rottluff. Visades på den avsiktligt nedsättande utställningen Entartete Kunst i Münchens Hofgartenarkad juli-november 1937. Sedan 1976 finns den på Museum Ludwig i Köln.

Lista över medlemmar i Brücke, med tider för medlemskap.

Den inre kretsen:
- Fritz Bleyl (1905–1907)
- Erich Heckel (1905–1913)
- Ernst Ludwig Kirchner (1905–1913)
- Karl Schmidt-Rottluff (1905–1913)
- Max Pechstein (1906–1912)
- Emil Nolde (1906–1907)
- Otto Mueller (1910–1913)

Medlemmar som inte var lika aktiva inom gruppen:
- Cuno Amiet (1906–1913)
- Lambertus Zijl (1906–1913)
- Akseli Gallen-Kallela (1907–1913)
- Kees van Dongen (1908)
- Franz Nölken (1908)
- Bohumil Kubišta (1911–1913)